# Lineopalpa albifascia
Lineopalpa albifascia là một loài bướm đêm trong họ Noctuidae.